# سوزان لي
سوزان لي (بالإنجليزية: Susan Lee)‏ هي سمسارة العقارات أسترالية، ولدت في 7 يونيو 1966.

## وصلات خارجية
- سوزان لي على موقع الاتحاد الدولي للتجديف (الإنجليزية)
- سوزان لي على موقع اللجنة الأولمبية الدولية (الإنجليزية)
- سوزان لي على موقع أوليمبيديا (الإنجليزية)
- سوزان لي على موقع اللجنة الأولمبية الأسترالية (الإنجليزية)